# Список U-Boot, не введених в експлуатацію
Список підводних човнів Німеччини, не введених в експлуатацію — перелік німецьких підводних човнів, які в роки Другої світової війни були замовлені, закладені, спущені на воду або навіть введені в експлуатацію Крігсмаріне, але з тих чи інших обставин практично не вступили до строю підводних сил Німеччини й участі в бойових діях у війні на морі не брали.
Під час Другої світової війни німецький флот побудував понад тисячу підводних човнів для участі в битві за Атлантику та інших регіонах світового океану. Незважаючи на те, що більшість з U-Boot мали активну кар'єру, і 784 з них були втрачені в морі внаслідок бойових дій, залишалося кілька сотень човнів, які так і не були завершені або завершені надто пізно, щоб розпочати військову службу. Іноді ці човни використовували виключно як навчальні й тренувальні для екіпажів підводників, або вони були надто сильно пошкоджені бомбардуванням союзною авіацією, щоб їх варто було добудувати та вводити до строю. Переважно більшість з них були добудовані в останні шість місяців війни, втім вони ніколи не мали часу або достатньо палива, для того, щоб завершити свої програми введення до лав Крігсмаріне. До квітня-травня 1945 року ці човни залишалися на німецьких військових базах, коли більшість з них була виведена в море екіпажами та затоплена, щоб запобігти захопленню їх союзниками. Ті німецькі човни, що все ж таки були захоплені, були доставлені союзниками до озера Лох-Раян у Шотландії та Лісагаллі у Північній Ірландії. Деякі з них перейшли у розпорядження союзних флотів, де їх ввели в експлуатацію або проводили над ними іспити й дослідження. Водночас восени 1945 року більшість трофейних підводних човнів була відбуксована у відкрите море та затоплена в ході операції «Дедлайт».

## Список U-Boot

### З 1 до 500
| #  | ПЧ    | Тип          | Верф                                               | Закладений        | Спущений       | Введений в експлуатацію | Прим. |
| -- | ----- | ------------ | -------------------------------------------------- | ----------------- | -------------- | ----------------------- | --- |
| 1  | U-112 | типу XIB     | AG Weser, Бремен                                   | —                 | —              | —                       | 15 вересня 1939 року будівництво скасовано                                                                            |
| 2  | U-113 | типу XIB     | AG Weser, Бремен                                   | —                 | —              | —                       | 15 вересня 1939 року будівництво скасовано                                                                            |
| 3  | U-114 | типу XIB     | AG Weser, Бремен                                   | —                 | —              | —                       | 15 вересня 1939 року будівництво скасовано                                                                            |
| 4  | U-115 | типу XIB     | AG Weser, Бремен                                   | —                 | —              | —                       | 15 вересня 1939 року будівництво скасовано                                                                            |
| 5  | U-329 | типу VIIC/41 | Flender Werke, Любек                               | 15 липня 1943     | —              | —                       | 20 липня 1944 року будівництво зупинене; розібраний на брухт                                                          |
| 6  | U-330 | типу VIIC/41 | Flender Werke, Любек                               | 3 серпня 1943     | —              | —                       | 20 липня 1944 року будівництво зупинене; розібраний на брухт                                                          |
| 7  | U-395 | типу VIIC    | Howaldtswerke-Deutsche Werft, Кіль                 | 10 червня 1942    | 16 липня 1943  | —                       | 29 липня 1943 року розбомблений; не добудовувався                                                                     |
| 8  | U-474 | типу VIIC    | Deutsche Werft, Кіль                               | 18 грудня 1941    | 17 квітня 1943 | —                       | 14 травня 1943 року розбомблений. У 1945 році його підняли та на 95 % відремонтували, але 3 травня 1945 року затопили |
| 9  | U-491 | типу XIV     | Deutsche Werft, Кіль                               | 13 липня 1943     | —              | —                       | 23 вересня 1944 року будівництво припинено; розібраний на брухт                                                       |
| 10 | U-492 | типу XIV     | Deutsche Werft, Кіль                               | 21 серпня 1943    | —              | —                       | 23 вересня 1944 року будівництво припинено; розібраний на брухт                                                       |
| 11 | U-493 | типу XIV     | Deutsche Werft, Кіль                               | 25 вересня 1943   | —              | —                       | 23 вересня 1944 року будівництво припинено; розібраний на брухт                                                       |
| 12 | U-494 | типу XIV     | Friedrich Krupp Germaniawerft, Кіль                | 1 листопада 1943  | —              | —                       | 23 вересня 1944 року будівництво припинено; розібраний на брухт                                                       |
| 13 | U-495 | типу XIV     | Friedrich Krupp Germaniawerft, Кіль                | 12 листопада 1943 | —              | —                       | 23 вересня 1944 року будівництво припинено; розібраний на брухт                                                       |
| 14 | U-496 | типу XIV     | Friedrich Krupp Germaniawerft, Кіль                | 8 лютого 1944     | —              | —                       | 23 вересня 1944 року будівництво припинено; розібраний на брухт                                                       |
| 15 | U-497 | типу XIV     | Friedrich Krupp Germaniawerft, Кіль                | 1944              | —              | —                       | 23 вересня 1944 року будівництво припинено; розібраний на брухт                                                       |
| 16 | U-498 | типу XIV     | Deutsche Werke/Friedrich Krupp Germaniawerft, Кіль | —                 | —              | —                       | не закладався; 27 травня 1944 року будівництво скасоване                                                              |
| 17 | U-499 | типу XIV     | Deutsche Werke/Friedrich Krupp Germaniawerft, Кіль | —                 | —              | —                       | не закладався; 27 травня 1944 року будівництво скасоване                                                              |
| 18 | U-500 | типу XIV     | Deutsche Werke/Friedrich Krupp Germaniawerft, Кіль | —                 | —              | —                       | не закладався; 27 травня 1944 року будівництво скасоване                                                              |

### З 501 до 1000
| #  | ПЧ    | Тип          | Верф                                | Закладений        | Спущений        | Введений в експлуатацію | Прим. |
| -- | ----- | ------------ | ----------------------------------- | ----------------- | --------------- | ----------------------- | --- |
| 19 | U-684 | типу VIIC    | Howaldtswerke-Deutsche Werft, Кіль  | 4 березня 1943    | квітень 1944    | —                       | 3 травня 1943 року затоплений біля Гамбурга |
| 20 | U-685 | типу VIIC    | Howaldtswerke-Deutsche Werft, Кіль  | 8 березня 1943    | квітень 1944    | —                       | 3 травня 1943 року затоплений біля Гамбурга |
| 21 | U-686 | типу VIIC    | Howaldtswerke-Deutsche Werft, Кіль  | 13 травня 1943    | —               | —                       | 23 вересня 1944 року будівництво припинено; розібраний на брухт |
| 22 | U-687 | типу VIIC/41 | Howaldtswerke-Deutsche Werft, Кіль  | 13 травня 1943    | —               | —                       | 3 листопада 1943 року будівництво призупинено та 22 липня 1944 року скасовано |
| 23 | U-688 | типу VIIC/41 | Howaldtswerke-Deutsche Werft, Кіль  | 12 липня 1943     | —               | —                       | 30 вересня 1943 року будівництво призупинено та 22 липня 1944 року скасовано |
| 24 | U-689 | типу VIIC/41 | Howaldtswerke-Deutsche Werft, Кіль  | 13 липня 1943     | —               | —                       | 30 вересня 1943 року будівництво призупинено та 22 липня 1944 року скасовано |
| 25 | U-723 | типу VIIC/41 | Stülcken-Werft, Гамбург             | 9 червня 1943     | —               | —                       | 30 вересня 1943 року будівництво зупинене |
| 26 | U-724 | типу VIIC/41 | Stülcken-Werft, Гамбург             | 25 липня 1943     | —               | —                       | 30 вересня 1943 року будівництво зупинене |
| 27 | U-769 | типу VIIC    | Kriegsmarinewerft, Вільгельмсгафен  | —                 | —               | —                       | 27 січня 1943 року пошкоджений унаслідок авіанальоту; канібалізований. 30 вересня 1943 року будівництво призупинено та 22 липня 1944 року скасовано |
| 28 | U-770 | типу VIIC    | Kriegsmarinewerft, Вільгельмсгафен  | —                 | —               | —                       | 27 січня 1943 року пошкоджений унаслідок авіанальоту; канібалізований. 30 вересня 1943 року будівництво призупинено та 22 липня 1944 року скасовано |
| 29 | U-780 | типу VIIC    | Kriegsmarinewerft, Вільгельмсгафен  | 25 серпня 1943    | —               | —                       | 30 вересня 1943 року будівництво призупинено та 20 липня 1944 року скасовано |
| 30 | U-781 | типу VIIC    | Kriegsmarinewerft, Вільгельмсгафен  | 30 вересня 1943   | —               | —                       | 30 вересня 1943 року будівництво призупинено та 22 липня 1944 року скасовано |
| 31 | U-782 | типу VIIC    | Kriegsmarinewerft, Вільгельмсгафен  | кінець 1943       | —               | —                       | 30 вересня 1943 року будівництво призупинено та 22 липня 1944 року скасовано |
| 32 | U-791 | типу V 300   | Friedrich Krupp Germaniawerft, Кіль | —                 | —               | —                       | 7 серпня 1942 року подальші роботи припинені |
| 33 | U-792 | типу XVIIA   | Blohm + Voss, Гамбург               | 1 грудня 1942     | 28 вересня 1943 | 16 листопада 1943       | Використовувався для випробувань, а пізніше як плавучий паливний танкер. 4 травня 1945 року затоплений в Аудорфер-Зе поблизу Рендсбурга. 26 травня 1945 року піднятий і вивезений до Британії як трофей, де використаний для випробувань, але незабаром розібраний на брухт |
| 34 | U-793 | типу XVIIA   | Blohm + Voss, Гамбург               | 1 грудня 1942     | 28 вересня 1943 | 16 листопада 1943       | Використовувався для випробувань. 4 травня 1945 року затоплений в Аудорфер-Зе поблизу Рендсбурга. 26 травня 1945 року піднятий і вивезений до Британії як трофей, де використаний для випробувань, але незабаром розібраний на брухт                                        |
| 35 | U-796 | типу XVIII   | Friedrich Krupp Germaniawerft, Кіль | 27 грудня 1943    | —               | —                       | 27 березня 1944 року будівництво припинено |
| 36 | U-797 | типу XVIII   | Friedrich Krupp Germaniawerft, Кіль | —                 | —               | —                       | 27 березня 1944 року будівництво припинено |
| 37 | U-798 | типу XVIIK   | Friedrich Krupp Germaniawerft, Кіль | 23 квітня 1944    | —               | —                       | у травні 1945 року будівництво не завершено |
| 38 | U-807 | типу IXC/40  | Seebeckwerft, Бремергафен           | 1943              | —               | —                       | 30 вересня 1943 року будівництво призупинено та 22 липня 1944 року скасовано |
| 39 | U-808 | типу IXC/40  | Seebeckwerft, Бремергафен           | 1943              | —               | —                       | 30 вересня 1943 року будівництво призупинено та 22 липня 1944 року скасовано |
| 40 | U-809 | типу IXC/40  | Seebeckwerft, Бремергафен           | —                 | —               | —                       | 30 вересня 1943 року будівництво призупинено та 22 липня 1944 року скасовано |
| 41 | U-810 | типу IXC/40  | Seebeckwerft, Бремергафен           | —                 | —               | —                       | 30 вересня 1943 року будівництво призупинено та 22 липня 1944 року скасовано |
| 42 | U-811 | типу IXC/40  | Seebeckwerft, Бремергафен           | —                 | —               | —                       | 30 вересня 1943 року будівництво призупинено та 22 липня 1944 року скасовано |
| 43 | U-812 | типу IXC/40  | Seebeckwerft, Бремергафен           | —                 | —               | —                       | 30 вересня 1943 року будівництво призупинено та 22 липня 1944 року скасовано |
| 44 | U-813 | типу IXC/40  | Seebeckwerft, Бремергафен           | —                 | —               | —                       | 30 вересня 1943 року будівництво призупинено та 6 листопада 1943 року скасовано |
| 45 | U-814 | типу IXC/40  | Seebeckwerft, Бремергафен           | —                 | —               | —                       | 30 вересня 1943 року будівництво призупинено та 6 листопада 1943 року скасовано |
| 46 | U-815 | типу IXC/40  | Seebeckwerft, Бремергафен           | —                 | —               | —                       | 30 вересня 1943 року будівництво призупинено та 6 листопада 1943 року скасовано |
| 47 | U-816 | типу IXC/40  | Seebeckwerft, Бремергафен           | —                 | —               | —                       | 30 вересня 1943 року будівництво призупинено та 6 листопада 1943 року скасовано |
| 48 | U-823 | типу VIIC    | Oderwerke, Штеттін                  | 11 листопада 1941 | —               | —                       | 6 листопада 1943 року будівництво призупинено та 20 липня 1944 року скасовано |
| 49 | U-824 | типу VIIC    | Oderwerke, Штеттін                  | 24 листопада 1941 | —               | —                       | 6 листопада 1943 року будівництво призупинено та 20 липня 1944 року скасовано |
| 50 | U-882 | типу IXC/40  | AG Weser, Бремен                    | 21 серпня 1943    | 29 квітня 1944  | —                       | 30 березня 1945 року розбомблений у доці |
| 51 | U-884 | типу IXD/42  | AG Weser, Бремен                    | 29 серпня 1943    | 17 травня 1944  | —                       | 30 березня 1945 року серйозно постраждав унаслідок авіаудару американської авіації |
| 52 | U-885 | типу IXD/42  | AG Weser, Бремен                    | —                 | —               | —                       | 6 листопада 1943 року будівництво призупинено та 20 липня 1944 року скасовано |
| 53 | U-886 | типу IXD/42  | AG Weser, Бремен                    | —                 | —               | —                       | 6 листопада 1943 року будівництво призупинено та 20 липня 1944 року скасовано |
| 54 | U-887 | типу IXD/42  | AG Weser, Бремен                    | —                 | —               | —                       | 6 листопада 1943 року будівництво призупинено та 20 липня 1944 року скасовано |
| 55 | U-888 | типу IXD/42  | AG Weser, Бремен                    | —                 | —               | —                       | 6 листопада 1943 року будівництво призупинено та 20 липня 1944 року скасовано |
| 56 | U-890 | типу IXC/40  | AG Weser, Бремен                    | 20 вересня 1943   | 24 квітня 1944  | —                       | 29 липня 1944 року затонув на етапі оснащення |
| 57 | U-891 | типу IXC/40  | AG Weser, Бремен                    | 11 жовтня 1943    | 4 травня 1944   | —                       | 30 березня 1945 року затонув унаслідок авіаудару |
| 58 | U-892 | типу IXC/40  | AG Weser, Бремен                    | 23 жовтня 1943    | —               | —                       | 23 вересня 1944 року будівництво припинено |
| 59 | U-893 | типу IXC/40  | AG Weser, Бремен                    | —                 | —               | —                       | 6 листопада 1943 року будівництво призупинено та 22 липня 1944 року скасовано |
| 60 | U-894 | типу IXC/40  | AG Weser, Бремен                    | —                 | —               | —                       | 6 листопада 1943 року будівництво призупинено та 22 липня 1944 року скасовано |
| 61 | U-895 | типу IXC/40  | AG Weser, Бремен                    | —                 | —               | —                       | 30 вересня 1943 року будівництво призупинено та 22 липня 1944 року скасовано |
| 62 | U-896 | типу IXC/40  | AG Weser, Бремен                    | —                 | —               | —                       | 30 вересня 1943 року будівництво призупинено та 22 липня 1944 року скасовано |
| 63 | U-897 | типу IXC/40  | AG Weser, Бремен                    | —                 | —               | —                       | 30 вересня 1943 року будівництво призупинено та 22 липня 1944 року скасовано |
| 64 | U-898 | типу IXC/40  | AG Weser, Бремен                    | —                 | —               | —                       | 6 листопада 1943 року будівництво призупинено та 22 липня 1944 року скасовано |
| 65 | U-899 | типу IXC/40  | AG Weser, Бремен                    | —                 | —               | —                       | 30 вересня 1943 року будівництво призупинено та 22 липня 1944 року скасовано |
| 66 | U-900 | типу IXD/42  | AG Weser, Бремен                    | —                 | —               | —                       | 30 вересня 1943 року будівництво призупинено та 6 листопада 1943 року скасовано |
| 67 | U-902 | типу VIIC    | AG Vulcan Stettin, Штеттін          | 24 січня 1942     | 24 грудня 1943  | —                       | 22 липня 1944 року будівництво скасовано після пошкоджень, спричинених двома бомбардуваннями |
| 68 | U-906 | типу VIIC    | Stülcken-Werft, Гамбург             | 27 лютого 1943    | 1 квітня 1944   | —                       | 31 грудня 1944 року затоплений у результаті авіанальоту |
| 69 | U-908 | типу VIIC    | Stülcken-Werft, Гамбург             | 3 травня 1943     | —               | —                       | будівництво припинено через серйозні пошкодження, спричинені бомбардуваннями союзників |
| 70 | U-931 | типу VIIC/41 | Neptun Werft, Росток                | 26 червня 1943    | —               | —                       | 23 вересня 1944 року будівництво призупинено, згодом розібраний на готовності 40 % |
| 71 | U-932 | типу VIIC/41 | Neptun Werft, Росток                | 21 серпня 1943    | —               | —                       | 23 вересня 1944 року будівництво призупинено, згодом розібраний на готовності 35 % |
| 72 | U-996 | типу VIIC/41 | Blohm + Voss, Гамбург               | 25 листопада 1942 | 22 липня 1943   | —                       | у серпні 1944 року затоплений у доці |

### З 1001 до 2000
| #   | ПЧ     | Тип          | Верф                                  | Закладений        | Спущений          | Введений в експлуатацію | Прим. |
| --- | ------ | ------------ | ------------------------------------- | ----------------- | ----------------- | ----------------------- | --- |
| 73  | U-1011 | типу VIIC/41 | Blohm + Voss, Гамбург                 | 12 березня 1943   | —                 | —                       | 25 липня 1943 року пошкоджений під час нальоту союзної авіації; 22 липня 1944 року роботи скасовано |
| 74  | U-1012 | типу VIIC/41 | Blohm + Voss, Гамбург                 | 11 березня 1943   | —                 | —                       | 25 липня 1943 року пошкоджений під час нальоту союзної авіації; 22 липня 1944 року роботи скасовано |
| 75  | U-1026 | типу VIIC/41 | Blohm + Voss, Гамбург                 | 3 червня 1943     | 25 травня 1944    | —                       | у травні 1945 року затоплений недобудованим |
| 76  | U-1027 | типу VIIC/41 | Blohm + Voss, Гамбург                 | 17 червня 1943    | 27 листопада 1944 | —                       | у травні 1945 року затоплений недобудованим |
| 77  | U-1028 | типу VIIC/41 | Blohm + Voss, Гамбург                 | 17 червня 1943    | 28 листопада 1944 | —                       | у травні 1945 року затоплений недобудованим |
| 78  | U-1029 | типу VIIC/41 | Blohm + Voss, Гамбург                 | 18 червня 1943    | 5 липня 1944      | —                       | у травні 1945 року затоплений недобудованим |
| 79  | U-1030 | типу VIIC/41 | Blohm + Voss, Гамбург                 | 28 червня 1943    | 5 липня 1944      | —                       | у травні 1945 року затоплений недобудованим |
| 80  | U-1031 | типу VIIC/41 | Blohm + Voss, Гамбург                 | 12 липня 1943     | —                 | —                       | 30 вересня 1943 року будівництво призупинено та 22 липня 1944 року скасовано |
| 81  | U-1032 | типу VIIC/41 | Blohm + Voss, Гамбург                 | 12 липня 1943     | —                 | —                       | 30 вересня 1943 року будівництво призупинено та 22 липня 1944 року скасовано |
| 82  | U-1108 | типу VIIC/41 | Nordseewerke, Емден                   | 20 вересня 1943   | 5 вересня 1944    | 18 листопада 1944       | 9 травня 1945 року капітулював у Гортені, Норвегія. 27 травня 1945 року переведений до Лісагаллі, Північна Ірландія. Конфіскований британським флотом, став британським підводним човном класу N |
| 83  | U-1133 | типу VIIC/41 | Howaldtswerke-Deutsche Werft, Кіль    | 24 червня 1943    | —                 | —                       | 30 вересня 1943 року будівництво призупинено та 22 липня 1944 року скасовано |
| 84  | U-1134 | типу VIIC/41 | Howaldtswerke-Deutsche Werft, Кіль    | 30 квітня 1943    | —                 | —                       | 30 вересня 1943 року будівництво призупинено та 22 липня 1944 року скасовано |
| 85  | U-1135 | типу VIIC/41 | Howaldtswerke-Deutsche Werft, Кіль    | 24 червня 1943    | —                 | —                       | 30 вересня 1943 року будівництво призупинено та 22 липня 1944 року скасовано |
| 86  | U-1136 | типу VIIC/41 | Howaldtswerke-Deutsche Werft, Кіль    | 24 червня 1943    | —                 | —                       | 30 вересня 1943 року будівництво призупинено та 22 липня 1944 року скасовано |
| 87  | U-1171 | типу VIIC/41 | Danziger Werft, Данциг                | 5 травня 1943     | 23 листопада 1943 | 22 березня 1944         | 10 травня 1945 року капітулював у Ставангері, Норвегія. 27 травня 1945 року переведений до Лісагаллі, Північна Ірландія. Конфіскований британським флотом, став британським підводним човном N 19 класу N |
| 88  | U-1173 | типу VIIC/41 | F Schichau, Данциг                    | 22 травня 1943    | 18 грудня 1943    | —                       | 18 грудня 1943 року будівництво припинено |
| 89  | U-1174 | типу VIIC/41 | F Schichau, Данциг                    | 25 червня 1943    | 28 жовтня 1943    | —                       | 23 вересня 1944 року будівництво зупинено. 30 березня 1945 року захоплений Червоною армією недобудованим і спущений на воду в Данцигу в середині 1945 року. 8 жовтня 1945 року відбуксований до Латвії. Ймовірно, перевезений до Кронштадта наприкінці 1945 або на початку 1946 року і зданий на металобрухт у 1947—1948 роках |
| 90  | U-1175 | типу VIIC/41 | F Schichau, Данциг                    | 2 липня 1943      | 28 жовтня 1943    | —                       | 28 жовтня 1943 року будівництво призупинено та 23 вересня 1944 року скасовано |
| 91  | U-1176 | типу VIIC/41 | F Schichau, Данциг                    | 29 липня 1943     | 6 листопада 1943  | —                       | 23 вересня 1944 року будівництво зупинено. 30 березня 1945 року захоплений Червоною армією недобудованим і спущений на воду в Данцигу в середині 1945 року. 8 жовтня 1945 року відбуксований до Латвії. Ймовірно, перевезений до Кронштадта наприкінці 1945 або на початку 1946 року і зданий на металобрухт у 1947—1948 роках |
| 92  | U-1177 | типу VIIC/41 | F Schichau, Данциг                    | 7 серпня 1943     | —                 | —                       | 22 липня 1944 року будівництво зупинено. 30 березня 1945 року захоплений Червоною армією недобудованим і спущений на воду в Данцигу в середині 1945 року. 8 жовтня 1945 року відбуксований до Латвії. Ймовірно, перевезений до Кронштадта наприкінці 1945 або на початку 1946 року і зданий на металобрухт у 1947—1948 роках   |
| 93  | U-1178 | типу VIIC/41 | F Schichau, Данциг                    | 9 вересня 1943    | —                 | —                       | 6 листопада 1943 року будівництво призупинено та 22 липня 1944 року скасовано |
| 94  | U-1179 | типу VIIC/41 | F Schichau, Данциг                    | 22 вересня 1943   | —                 | —                       | 6 листопада 1943 року будівництво призупинено та 22 липня 1944 року скасовано |
| 95  | U-1197 | типу VIIC    | F Schichau, Данциг                    | 13 березня 1943   | 30 вересня 1943   | 2 грудня 1943           | 30 березня 1945 року серйозно пошкоджений у бухті Бремена американської авіацією; у травні захоплений британцями та у лютому 1946 року затоплений у Північному морі |
| 96  | U-1236 | типу IXC/40  | Deutsche Werft AG, Гамбург            | 7 червня 1943     | 7 лютого 1944     | —                       | 23 вересня 1943 року будівництво призупинено та 3 травня 1944 року затоплений поблизу Гамбурга; літом 1945 року піднятий і розібраний на брухт |
| 97  | U-1237 | типу IXC/40  | Deutsche Werft AG, Гамбург            | 22 червня 1943    | 22 лютого 1944    | —                       | — |
| 98  | U-1238 | типу IXC/40  | Deutsche Werft AG, Гамбург            | 6 липня 1943      | 16 березня 1944   | —                       | — |
| 99  | U-1239 | типу IXC/40  | Deutsche Werft AG, Гамбург            | 20 липня 1943     | —                 | —                       | — |
| 100 | U-1240 | типу IXC/40  | Deutsche Werft AG, Гамбург            | 21 серпня 1943    | —                 | —                       | — |
| 101 | U-1241 | типу IXC/40  | Deutsche Werft AG, Гамбург            | 29 вересня 1943   | —                 | —                       | — |
| 102 | U-1242 | типу IXC/40  | Deutsche Werft AG, Гамбург            | жовтень 1943      | —                 | —                       | — |
| 103 | U-1243 | типу IXC/40  | Deutsche Werft AG, Гамбург            | —                 | —                 | —                       | 23 вересня 1943 року будівництво скасовано |
| 104 | U-1244 | типу IXC/40  | Deutsche Werft AG, Гамбург            | —                 | —                 | —                       | 23 вересня 1943 року будівництво скасовано |
| 105 | U-1245 | типу IXC/40  | Deutsche Werft AG, Гамбург            | —                 | —                 | —                       | 30 вересня 1943 року будівництво призупинено та 22 липня 1944 року скасовано |
| 106 | U-1246 | типу IXC/40  | Deutsche Werft AG, Гамбург            | —                 | —                 | —                       | 30 вересня 1943 року будівництво призупинено та 22 липня 1944 року скасовано |
| 107 | U-1247 | типу IXC/40  | Deutsche Werft AG, Гамбург            | —                 | —                 | —                       | 30 вересня 1943 року будівництво призупинено та 22 липня 1944 року скасовано |
| 108 | U-1248 | типу IXC/40  | Deutsche Werft AG, Гамбург            | —                 | —                 | —                       | 30 вересня 1943 року будівництво призупинено та 22 липня 1944 року скасовано |
| 109 | U-1249 | типу IXC/40  | Deutsche Werft AG, Гамбург            | —                 | —                 | —                       | 30 вересня 1943 року будівництво призупинено та 22 липня 1944 року скасовано |
| 110 | U-1250 | типу IXC/40  | Deutsche Werft AG, Гамбург            | —                 | —                 | —                       | 30 вересня 1943 року будівництво призупинено та 22 липня 1944 року скасовано |
| 111 | U-1251 | типу IXC/40  | Deutsche Werft AG, Гамбург            | —                 | —                 | —                       | 30 вересня 1943 року будівництво призупинено та 6 листопада 1943 року скасовано |
| 112 | U-1252 | типу IXC/40  | Deutsche Werft AG, Гамбург            | —                 | —                 | —                       | 30 вересня 1943 року будівництво призупинено та 6 листопада 1943 року скасовано |
| 113 | U-1253 | типу IXC/40  | Deutsche Werft AG, Гамбург            | —                 | —                 | —                       | 30 вересня 1943 року будівництво призупинено та 6 листопада 1943 року скасовано |
| 114 | U-1254 | типу IXC/40  | Deutsche Werft AG, Гамбург            | —                 | —                 | —                       | 30 вересня 1943 року будівництво призупинено та 6 листопада 1943 року скасовано |
| 115 | U-1255 | типу IXC/40  | Deutsche Werft AG, Гамбург            | —                 | —                 | —                       | 30 вересня 1943 року будівництво призупинено та 6 листопада 1943 року скасовано |
| 116 | U-1280 | типу VIIC/41 | Bremer Vulkan, Бремен-Вегесак, Бремен | 17 вересня 1943   | —                 | —                       | 23 вересня 1944 року на стадії готовності 50-60 % будівництво скасоване |
| 117 | U-1281 | типу VIIC/41 | Bremer Vulkan, Бремен-Вегесак, Бремен | 17 вересня 1943   | —                 | —                       | 23 вересня 1944 року на стадії готовності 50-60 % будівництво скасоване |
| 118 | U-1282 | типу VIIC/41 | Bremer Vulkan, Бремен-Вегесак, Бремен | 20 жовтня 1943    | —                 | —                       | 23 вересня 1944 року на стадії готовності 50-60 % будівництво скасоване |
| 119 | U-1406 | типу XVIIB   | Blohm + Voss, Гамбург                 | 30 жовтня 1943    | 2 січня 1945      | 8 лютого 1945           | 5 травня 1945 року капітулював у Куксгафені. Затоплений 7 травня 1945 року. Пізніше піднятий та доставлений до США. В травні 1948 року проданий на брухт у Нью-Йорку |
| 120 | U-1407 | типу XVIIB   | Blohm + Voss, Гамбург                 | 13 листопада 1943 | ?                 | 13 березня 1945         | 5 травня 1945 року капітулював у Куксгафені. Затоплений 7 травня 1945 року. Пізніше піднятий та доставлений до Великої Британії. Уведений до складу Королівського ВМФ як HMS Meteorite |
| 121 | U-1408 | типу XVIIB   | Blohm + Voss, Гамбург                 | 27 листопада 1943 | —                 | —                       | 30 березня 1945 року пошкоджений унаслідок авіанальоту союзної авіації; затоплений |
| 122 | U-1409 | типу XVIIB   | Blohm + Voss, Гамбург                 | 15 грудня 1943    | —                 | —                       | 30 березня 1945 року пошкоджений унаслідок авіанальоту союзної авіації; затоплений |
| 123 | U-1410 | типу XVIIB   | Blohm + Voss, Гамбург                 | 31 грудня 1943    | —                 | —                       | 30 березня 1945 року пошкоджений унаслідок авіанальоту союзної авіації; затоплений |

### З 2001 до 2500
| #   | ПЧ     | Тип        | Верф                                         | Закладений        | Спущений          | Введений в експлуатацію | Прим. |
| --- | ------ | ---------- | -------------------------------------------- | ----------------- | ----------------- | ----------------------- | --- |
| 124 | U-2201 | типу XIV   | Friedrich Krupp Germaniawerft, Кіль          | —                 | —                 | —                       | 3 червня 1944 року будівництво призупинено та 23 вересня 1944 року скасовано |
| 125 | U-2202 | типу XIV   | Friedrich Krupp Germaniawerft, Кіль          | —                 | —                 | —                       | 3 червня 1944 року будівництво призупинено та 23 вересня 1944 року скасовано |
| 126 | U-2203 | типу XIV   | Friedrich Krupp Germaniawerft, Кіль          | —                 | —                 | —                       | 3 червня 1944 року будівництво призупинено та 23 вересня 1944 року скасовано |
| 127 | U-2204 | типу XIV   | Friedrich Krupp Germaniawerft, Кіль          | —                 | —                 | —                       | 3 червня 1944 року будівництво призупинено та 23 вересня 1944 року скасовано |
| 128 | U-2323 | типу XXIII | Deutsche Werft AG, Гамбург                   | 11 квітня 1944    | 31 травня 1944    | 18 липня 1944           | 26 липня 1944 року під час свого першого виходу корабель затонув, підірвавшись на міні біля Мельтенорту. На момент капітуляції Німеччини перебував у ремонті; після війни розібраний на брухт |
| 129 | U-2327 | типу XXIII | Deutsche Werft AG, Гамбург                   | 16 травня 1944    | 29 липня 1944     | 19 серпня 1944          | 2 травня 1945 року затоплений екіпажем в ході операції «Регенбоген»; після війни піднятий і розібраний на брухт |
| 130 | U-2331 | типу XXIII | Deutsche Werft AG, Гамбург                   | 30 червня 1944    | 22 серпня 1944    | 12 вересня 1944         | 10 жовтня 1944 року затонув унаслідок аварії біля Геля; піднятий, розібраний на брухт |
| 131 | U-2332 | типу XXIII | Friedrich Krupp Germaniawerft, Кіль          | 20 вересня 1944   | 18 жовтня 1944    | 13 листопада 1944       | 3 травня 1945 року затоплений у Гамбурзі екіпажем в ході операції «Регенбоген»; після війни піднятий і розібраний на брухт |
| 132 | U-2333 | типу XXIII | Friedrich Krupp Germaniawerft, Кіль          | 27 вересня 1944   | 16 листопада 1944 | 18 грудня 1944          | 3 травня 1945 року затоплений у Гельтінзі екіпажем в ході операції «Регенбоген»; після війни піднятий і розібраний на брухт |
| 133 | U-2337 | типу XXIII | Deutsche Werft AG, Гамбург                   | 27 вересня 1944   | 16 листопада 1944 | 18 грудня 1944          | 9 травня 1945 року капітулював у Крістіансанну. 29 травня переведений до Лох-Раян. 28 листопада 1945 року затоплений вогнем британського есмінця «Онслоу» та польського «Піорун» у ході операції «Дедлайт» |
| 134 | U-2338 | типу XXIII | Deutsche Werft AG, Гамбург                   | 10 серпня 1944    | 18 вересня 1944   | 9 жовтня 1944           | 4 травня 1945 року затоплений британськими літаками «Бофайтер»; після війни піднятий і розібраний на брухт |
| 135 | U-2340 | типу XXIII | Deutsche Werft AG, Гамбург                   | 18 серпня 1944    | 28 вересня 1944   | 16 жовтня 1944          | 30 березня 1945 року затоплений британською авіацією в Гамбурзі; після війни піднятий і розібраний на брухт |
| 136 | U-2341 | типу XXIII | Deutsche Werft AG, Гамбург                   | 23 серпня 1944    | 3 жовтня 1944     | 21 жовтня 1944          | 5 травня 1945 року капітулював у Куксгафені. 21 червня 1945 року переведений до Лісагаллі, Північна Ірландія. 31 грудня 1945 року затоплений вогнем британського есмінця «Онслот» та польського «Блискавиця» в рамках операції «Дедлайт» |
| 137 | U-2342 | типу XXIII | Deutsche Werft AG, Гамбург                   | 29 серпня 1944    | 13 жовтня 1944    | 1 листопада 1944        | 20 грудня 1944 року затонув у Балтійському морі на північ від Свінемюнде внаслідок підриву на міні; після війни піднятий і розібраний на брухт |
| 138 | U-2343 | типу XXIII | Deutsche Werft AG, Гамбург                   | 31 серпня 1944    | 18 жовтня 1944    | 6 листопада 1944        | 5 травня 1945 року затоплений у Гельтінзі екіпажем в ході операції «Регенбоген»; після війни піднятий і розібраний на брухт |
| 139 | U-2344 | типу XXIII | Deutsche Werft AG, Гамбург                   | 4 вересня 1944    | 24 жовтня 1944    | 10 листопада 1944       | 18 лютого 1945 року затонув на північ від Гайлігендамма в результаті зіткнення з U-2336. 22 січня 1955 року піднятий та доставлений до Ростока, де законсервований, але ніколи не ремонтувався. 1958 року розібраний на брухт у Ростоку |
| 140 | U-2345 | типу XXIII | Deutsche Werft AG, Гамбург                   | 7 вересня 1944    | 28 жовтня 1944    | 15 листопада 1944       | 9 травня 1945 року капітулював у Ставангері. 30 червня 1945 року переведений до Лох-Раян, Шотландія. 27 листопада 1945 року в рамках операції «Дедлайт» затоплений |
| 141 | U-2346 | типу XXIII | Deutsche Werft AG, Гамбург                   | 14 вересня 1944   | 31 жовтня 1944    | 20 листопада 1944       | 5 травня 1945 року затоплений у Гельтінзі екіпажем в ході операції «Регенбоген»; після війни піднятий і розібраний на брухт |
| 142 | U-2347 | типу XXIII | Deutsche Werft AG, Гамбург                   | 20 вересня 1944   | 6 листопада 1944  | 2 грудня 1944           | 5 травня 1945 року затоплений у Гельтінзі екіпажем в ході операції «Регенбоген»; після війни піднятий і розібраний на брухт |
| 143 | U-2348 | типу XXIII | Deutsche Werft AG, Гамбург                   | 22 вересня 1944   | 11 листопада 1944 | 4 грудня 1944           | 9 травня 1945 року капітулював у Ставангері. 27 травня 1945 року переведений до Лох-Раян, Шотландія. У квітні 1949 року розібраний на брухт у Белфасті |
| 144 | U-2349 | типу XXIII | Deutsche Werft AG, Гамбург                   | 25 вересня 1944   | 20 листопада 1944 | 11 грудня 1944          | 5 травня 1945 року затоплений у Гельтінзі екіпажем в ході операції «Регенбоген»; після війни піднятий і розібраний на брухт |
| 145 | U-2350 | типу XXIII | Deutsche Werft AG, Гамбург                   | 28 вересня 1944   | 22 листопада 1944 | 23 грудня 1944          | 9 травня 1945 року здався в Крістіансанн-Сюд. 29 травня 1945 року був переведений до Лох-Раян, Шотландія. 28 листопада 1945 року затоплений вогнем британського есмінця «Онслоу» та польського «Піорун» у ході операції «Дедлайт» |
| 145 | U-2351 | типу XXIII | Deutsche Werft AG, Гамбург                   | 28 вересня 1944   | 22 листопада 1944 | 23 грудня 1944          | 5 травня 1945 року здався у Фленсбурзі. 29 травня 1945 року був переведений до Лісагаллі, Північна Ірландія. 3 січня 1946 року затоплений вогнем британського есмінця «Оффа» в рамках операції «Дедлайт» |
| 146 | U-2352 | типу XXIII | Deutsche Werft AG, Гамбург                   | 3 жовтня 1944     | 25 листопада 1944 | 30 грудня 1944          | 5 травня 1945 року затоплений у данському Горав-Гав у ході операції «Регенбоген»; після війни піднятий і розібраний на брухт |
| 147 | U-2353 | типу XXIII | Deutsche Werft AG, Гамбург                   | 3 жовтня 1944     | 25 листопада 1944 | 30 грудня 1944          | 9 травня 1945 року здався в Крістіансанн-Сюд. 29 травня 1945 року був переведений до Лох-Раян, Шотландія. Переданий СРСР, 4 грудня 1945 року прибув до Лібави як британський ПЧ N31 типу N. 13 лютого 1946 року зарахований до радянського Балтійського флоту. 9 червня 1949 року перейменований на М-51 та 22 грудня 1950 року переведений до резервного флоту як навчальний корабель. 17 березня 1952 року виключений зі списку ВМФ СРСР та розібраний на металобрухт у 1963 році |
| 148 | U-2354 | типу XXIII | Deutsche Werft AG, Гамбург                   | 14 жовтня 1944    | 10 грудня 1944    | 11 січня 1945           | 9 травня 1945 року здався в Крістіансанн-Сюд. 29 травня 1945 року був переведений до Лох-Раян, Шотландія. 22 грудня 1945 року затоплений вогнем британського есмінця «Онслоу» в рамках операції «Дедлайт» |
| 149 | U-2363 | типу XXIII | Deutsche Werft AG, Гамбург                   | 22 листопада 1944 | 18 січня 1945     | 5 лютого 1945           | 9 травня 1945 року здався в Крістіансанн-Сюд. 29 травня 1945 року був переведений до Лох-Раян, Шотландія. 28 листопада 1945 року затоплений вогнем британського есмінця «Онслоу» та польського «Піорун» в рамках операції «Дедлайт» |
| 150 | U-2364 | типу XXIII | Deutsche Werft AG, Гамбург                   | 27 листопада 1944 | 23 січня 1945     | 14 лютого 1945          | 5 травня 1945 року затоплений у Гельтінзі екіпажем в ході операції «Регенбоген»; після війни піднятий і розібраний на брухт |
| 151 | U-2365 | типу XXIII | Deutsche Werft AG, Гамбург                   | 6 грудня 1944     | 26 січня 1945     | 2 березня 1945          | 8 травня 1945 року затоплений у Каттегаті поблизу острова Ангольт у рамках операції «Регенбоген». У червні 1956 року піднятий, відновлений та 15 серпня 1957 року прийнятий на озброєння ВМС Західної Німеччини як «Гай» (S 170). 14 вересня 1966 року затонув у Північному морі, згодом піднятий і розібраний на брухт |
| 151 | U-2366 | типу XXIII | Deutsche Werft AG, Гамбург                   | 6 грудня 1944     | 17 лютого 1945    | 10 березня 1945         | 3 травня 1945 року затоплений у Гельтінзі в ході операції «Регенбоген»; після війни піднятий і розібраний на брухт |
| 152 | U-2367 | типу XXIII | Deutsche Werft AG, Гамбург                   | 11 грудня 1944    | 23 лютого 1945    | 17 березня 1945         | 5 травня 1945 року затонув біля Шлеймюнде після зіткнення з іншим підводним човном. У серпні 1956 року піднятий і 1 жовтня 1957 року введений до строю ВМС Західної Німеччини як «Гехт». 30 вересня 1968 року виведений зі складу флоту та 1969 року розібраний на брухт у Кілі |
| 153 | U-2368 | типу XXIII | Deutsche Werft AG, Гамбург                   | 15 грудня 1944    | 29 березня 1945   | 11 квітня 1945          | 3 травня 1945 року затоплений у Гельтінзі в ході операції «Регенбоген»; після війни піднятий і розібраний на брухт |
| 154 | U-2369 | типу XXIII | Deutsche Werft AG, Гамбург                   | 20 грудня 1944    | 24 березня 1945   | 18 квітня 1945          | 3 травня 1945 року затоплений у Гельтінзі в ході операції «Регенбоген»; після війни піднятий і розібраний на брухт |
| 155 | U-2370 | типу XXIII | Deutsche Werft AG, Гамбург                   | 20 грудня 1944    | —                 | —                       | 3 травня 1945 року затоплений у Гамбурзі |
| 156 | U-2371 | типу XXIII | Deutsche Werft AG, Гамбург                   | 19 січня 1945     | 18 квітня 1945    | 24 квітня 1945          | 3 травня 1945 року затоплений у Гамбурзі |
| 157 | U-2401 | типу XXIII | Ansaldo, Генуя                               | червень 1944      | —                 | —                       | 24 серпня 1944 року будівництво скасоване |
| 158 | U-2402 | типу XXIII | Ansaldo, Генуя                               | червень 1944      | —                 | —                       | 24 серпня 1944 року будівництво скасоване |
| 159 | U-2403 | типу XXIII | Ansaldo, Генуя                               | липень 1944       | —                 | —                       | 24 серпня 1944 року будівництво скасоване |
| 160 | U-2404 | типу XXIII | Ansaldo, Генуя                               | липень 1944       | —                 | —                       | 24 серпня 1944 року будівництво скасоване |
| 161 | U-2431 | типу XXIII | Cantieri Riuniti dell'Adriatico, Монфальконе | 12 червня 1944    | —                 | —                       | будівництво не завершено |
| 162 | U-2432 | типу XXIII | Cantieri Riuniti dell'Adriatico, Монфальконе | 16 червня 1944    | —                 | —                       | будівництво не завершено |

### З 2501 до 3000
| #   | ПЧ     | Тип      | Верф                  | Закладений        | Спущений          | Введений в експлуатацію | Прим. |
| --- | ------ | -------- | --------------------- | ----------------- | ----------------- | ----------------------- | --- |
| 163 | U-2513 | типу XXI | Blohm + Voss, Гамбург | 19 липня 1944     | 19 вересня 1944   | 12 жовтня 1944          | 9 травня 1945 року капітулював у Гортені, Норвегія. 18 травня 1945 року переведений до Осло, а 3 червня — до Лісагаллі, Північна Ірландія, прибув туди 9 червня. У серпні 1945 р. таємно переведений до США та супроводжений тральщика «Брант» до Нью-Лондона, Коннектикут. Переобладнаний у Портсмуті, Нью-Гемпшир, і використовувався для випробувань і тренувань. 7 жовтня 1951 року затонув західніше Кі-Веста, штат Флорида, під час випробування ракети есмінцем «Роберт Овенс».                                                                         |
| 164 | U-2518 | типу XXI | Blohm + Voss, Гамбург | 16 серпня 1944    | 4 жовтня 1944     | 4 листопада 1944        | 9 травня 1945 року капітулював у Гортені, Норвегія. 18 травня 1945 року переведений до Осло, а 3 червня — до Лісагаллі, Північна Ірландія, прибув туди 7 червня. Переданий Франції 14 лютого 1946 року, відновлений і 14 лютого 1951 року введений до строю як «Ролан Морілло» |
| 165 | U-2529 | типу XXI | Blohm + Voss, Гамбург | 29 вересня 1944   | 13 листопада 1944 | 22 лютого 1945          | 9 травня 1945 року капітулював у Крістіансанн-Суд. 3 червня переведений до Лісагаллі, Північна Ірландія. Переданий ВМФ СРСР, 4 грудня 1945 року прибув до Лібави, як британський ПЧ N27 N-класу. 13 лютого 1946 року зарахований до радянського Балтійського флоту. 9 червня 1949 року перейменований на Б-27 і 29 грудня 1955 року переведений до резерву флоту. Перепрофільований на базовий корабель БШ-28 19 вересня 1955 р. і як навчальний корабель УТС-3 9 січня 1957 р. 1 вересня 1972 року виключений зі списку ВМФ СРСР і розібраний на металобрухт. |
| 166 | U-2532 | типу XXI | Blohm + Voss, Гамбург | 10 жовтня 1944    | 7 грудня 1944     | —                       | 31 грудня 1944 року затонув на верфі внаслідок бомбардування союзників та повторно 17 січня 1945 року |
| 167 | U-2533 | типу XXI | Blohm + Voss, Гамбург | 13 жовтня 1944    | 7 грудня 1944     | 18 січня 1945           | 3 травня 1945 року затоплений у Травемюнде; після війни розібраний на брухт |
| 168 | U-2534 | типу XXI | Blohm + Voss, Гамбург | 23 жовтня 1944    | 11 грудня 1944    | 17 січня 1945           | 3 травня 1945 року затоплений біля острова Фемарн; після війни розібраний на брухт |
| 169 | U-2535 | типу XXI | Blohm + Voss, Гамбург | 19 жовтня 1944    | 16 грудня 1944    | 28 січня 1945           | 3 травня 1945 року затоплений у Травемюнде; після війни розібраний на брухт |
| 170 | U-2536 | типу XXI | Blohm + Voss, Гамбург | 21 жовтня 1944    | 16 грудня 1944    | 6 лютого 1945           | 3 травня 1945 року затоплений у Травемюнде; після війни розібраний на брухт |
| 171 | U-2537 | типу XXI | Blohm + Voss, Гамбург | 22 жовтня 1944    | 22 грудня 1944    | —                       | 31 грудня 1944 року затоплений британською авіацією під час авіанальоту на верф Гамбурга |
| 172 | U-2538 | типу XXI | Blohm + Voss, Гамбург | 24 жовтня 1944    | 6 січня 1945      | 16 лютого 1945          | 3 травня 1945 року затоплений біля данського острова Ере; після війни розібраний на брухт |
| 173 | U-2539 | типу XXI | Blohm + Voss, Гамбург | 27 жовтня 1944    | 6 січня 1945      | 21 лютого 1945          | 3 травня 1945 року затоплений у Кілі; після війни розібраний на брухт |
| 174 | U-2546 | типу XXI | Blohm + Voss, Гамбург | 22 листопада 1944 | 19 лютого 1945    | 21 березня 1945         | 3 травня 1945 року затоплений у Кілі; після війни розібраний на брухт |
| 175 | U-2547 | типу XXI | Blohm + Voss, Гамбург | 27 листопада 1944 | 9 березня 1945    | —                       | 11 березня 1945 року затоплений унаслідок авіанальоту |
| 176 | U-2548 | типу XXI | Blohm + Voss, Гамбург | 27 листопада 1944 | 9 березня 1945    | —                       | 3 травня 1945 року затоплений у Кілі у ході операції «Регенбоген»; після війни розібраний на брухт |
| 177 | U-2549 | типу XXI | Blohm + Voss, Гамбург | 27 листопада 1944 | 9 березня 1945    | —                       | 11 березня 1945 року затоплений унаслідок авіанальоту |
| 178 | U-2550 | типу XXI | Blohm + Voss, Гамбург | 27 листопада 1944 | 9 березня 1945    | —                       | 11 березня 1945 року затоплений унаслідок авіанальоту |
| 179 | U-2551 | типу XXI | Blohm + Voss, Гамбург | 8 грудня 1944     | 31 березня 1945   | 24 квітня 1945          | 5 травня 1945 року навмисно посаджений на мілину екіпажем біля коси Солітюде біля Фленсбурга. 23 травня 1945 року підірваний британцями, а потім розібраний на брухт |
| 180 | U-2552 | типу XXI | Blohm + Voss, Гамбург | 10 грудня 1944    | 31 березня 1945   | 21 квітня 1945          | 3 травня 1945 року затоплений у Кілі у ході операції «Регенбоген»; після війни розібраний на брухт |
| 181 | U-2553 | типу XXI | Blohm + Voss, Гамбург | 12 грудня 1944    | —                 | —                       | 1945-1946 роках у недобудованому стані розібраний на брухт |
| 182 | U-2554 | типу XXI | Blohm + Voss, Гамбург | 14 грудня 1944    | —                 | —                       | 1945-1946 роках у недобудованому стані розібраний на брухт |
| 183 | U-2555 | типу XXI | Blohm + Voss, Гамбург | 20 грудня 1944    | —                 | —                       | 1945-1946 роках у недобудованому стані розібраний на брухт |
| 184 | U-2556 | типу XXI | Blohm + Voss, Гамбург | 23 грудня 1944    | —                 | —                       | 1945-1946 роках у недобудованому стані розібраний на брухт |
| 185 | U-2557 | типу XXI | Blohm + Voss, Гамбург | 30 грудня 1944    | —                 | —                       | 1945-1946 роках у недобудованому стані розібраний на брухт |
| 186 | U-2558 | типу XXI | Blohm + Voss, Гамбург | 1 січня 1945      | —                 | —                       | 1945-1946 роках у недобудованому стані розібраний на брухт |
| 187 | U-2559 | типу XXI | Blohm + Voss, Гамбург | 4 лютого 1945     | —                 | —                       | 1945-1946 роках у недобудованому стані розібраний на брухт |
| 188 | U-2560 | типу XXI | Blohm + Voss, Гамбург | 12 лютого 1945    | —                 | —                       | 1945-1946 роках у недобудованому стані розібраний на брухт |
| 189 | U-2561 | типу XXI | Blohm + Voss, Гамбург | 15 лютого 1945    | —                 | —                       | 1945-1946 роках у недобудованому стані розібраний на брухт |
| 190 | U-2562 | типу XXI | Blohm + Voss, Гамбург | 24 лютого 1945    | —                 | —                       | 1945-1946 роках у недобудованому стані розібраний на брухт |
| 191 | U-2563 | типу XXI | Blohm + Voss, Гамбург | 28 лютого 1945    | —                 | —                       | 1945-1946 роках у недобудованому стані розібраний на брухт |
| 192 | U-2564 | типу XXI | Blohm + Voss, Гамбург | 29 березня 1945   | —                 | —                       | 1945-1946 роках у недобудованому стані розібраний на брухт |

### З 3001 до 3500
| #   | ПЧ     | Тип      | Верф             | Закладений        | Спущений         | Введений в експлуатацію | Прим. |
| --- | ------ | -------- | ---------------- | ----------------- | ---------------- | ----------------------- | --- |
| 193 | U-3001 | типу XXI | AG Weser, Бремен | 15 квітня 1944    | 30 травня 1944   | 20 липня 1944           | 3 травня 1945 року затоплений біля Везермюнде в ході операції «Регенбоген»; після війни піднятий і розібраний на брухт |
| 194 | U-3017 | типу XXI | AG Weser, Бремен | 2 вересня 1944    | 5 листопада 1944 | 5 січня 1945            | 9 травня 1945 року захоплений у Гортені, Норвегія. 18 травня переведений до Осло, 3 червня 1945 року переведний до Лісагаллі, Північна Ірландія. Введений до складу британського флоту як підводний човен N41. |
| 195 | U-3035 | типу XXI | AG Weser, Бремен | 11 листопада 1944 | 24 січня 1945    | 1 березня 1945          | 9 травня 1945 року капітулював у Ставангері, Норвегія. 31 травня 1945 року переведений до Скапа-Флоу, пізніше до Лісагаллі, Північна Ірландія. Переданий СРСР, 10 грудня 1945 року прибув до Лібави як британський ПЧ N28 типу N. 13 лютого 1946 року зарахований до радянського Балтійського флоту. 9 червня 1949 року перейменований на Б-28 та 29 грудня 1955 року переведений до резервного флоту як зарядна станція ПЗС-34. Виключений зі списків ВМФ СРСР 25 березня 1958 року, списаний на брухт                        |
| 196 | U-3036 | типу XXI | AG Weser, Бремен | 22 листопада 1944 | 27 січня 1945    | —                       | 30 березня 1945 року затоплений під час авіанальоту в Бремені |
| 197 | U-3041 | типу XXI | AG Weser, Бремен | 7 грудня 1944     | 15 лютого 1945   | 10 березня 1945         | 9 травня 1945 року капітулював у Гортені, Норвегія. 31 травня 1945 року переведений до Скапа-Флоу, пізніше до Лісагаллі, Північна Ірландія. Переданий СРСР, 10 грудня 1945 року прибув до Лібави як британський ПЧ N29 типу N. 13 лютого 1946 року зарахований до радянського Балтійського флоту. 9 червня 1949 року перейменований на Б-29. 29 грудня 1955 року виведений до резервного флоту, 18 січня 1956 переобладнаний на зарядну станцію ПЗС-31. Виключений зі списків ВМФ СРСР 28 вересня 1958 року, списаний на брухт |
| 198 | U-3042 | типу XXI | AG Weser, Бремен | 15 грудня 1944    | —                | —                       | 22 лютого 1945 року серйозно пошкоджений під час авіанальоту в Бремені; не відновлювався |
| 199 | U-3043 | типу XXI | AG Weser, Бремен | 14 грудня 1944    | —                | —                       | 22 лютого 1945 року серйозно пошкоджений під час авіанальоту в Бремені; не відновлювався |
| 200 | U-3044 | типу XXI | AG Weser, Бремен | 21 грудня 1944    | 1 березня 1945   | 27 березня 1945         | 5 травня 1945 року затоплений у Гельтінзі екіпажем в ході операції «Регенбоген»; після війни піднятий і розібраний на брухт |
| 201 | U-3045 | типу XXI | AG Weser, Бремен | 20 грудня 1944    | 6 березня 1945   | —                       | 30 березня 1945 року затоплений у результаті авіанальоту на Бремен; не відновлювався |
| 202 | U-3046 | типу XXI | AG Weser, Бремен | 29 грудня 1944    | 10 березня 1945  | —                       | 30 березня 1945 року затоплений у результаті авіанальоту на Бремен; не відновлювався |
| 203 | U-3047 | типу XXI | AG Weser, Бремен | 3 січня 1945      | 11 квітня 1945   | —                       | розібраний на брухт через неготовність |
| 204 | U-3048 | типу XXI | AG Weser, Бремен | 31 грудня 1944    | —                | —                       | розібраний на брухт через неготовність |
| 205 | U-3049 | типу XXI | AG Weser, Бремен | 30 грудня 1944    | —                | —                       | розібраний на брухт через неготовність |
| 206 | U-3050 | типу XXI | AG Weser, Бремен | 9 січня 1945      | 18 квітня 1945   | —                       | розібраний на брухт через неготовність |
| 207 | U-3051 | типу XXI | AG Weser, Бремен | 8 січня 1945      | 20 квітня 1945   | —                       | розібраний на брухт через неготовність |
| 208 | U-3052 | типу XXI | AG Weser, Бремен | 22 січня 1945     | —                | —                       | розібраний на стапелях |
| 209 | U-3053 | типу XXI | AG Weser, Бремен | 25 січня 1945     | —                | —                       | розібраний на стапелях |
| 210 | U-3054 | типу XXI | AG Weser, Бремен | 27 січня 1945     | —                | —                       | 11 березня 1945 року пошкоджений на верфі в ході авіанальоту; не відновлювався |
| 211 | U-3055 | типу XXI | AG Weser, Бремен | 25 січня 1945     | —                | —                       | розібраний на стапелях |
| 212 | U-3056 | типу XXI | AG Weser, Бремен | 7 лютого 1945     | —                | —                       | розібраний на стапелях |
| 213 | U-3057 | типу XXI | AG Weser, Бремен | 4 лютого 1945     | —                | —                       | розібраний на стапелях |
| 214 | U-3058 | типу XXI | AG Weser, Бремен | 17 лютого 1945    | —                | —                       | розібраний на стапелях |
| 215 | U-3059 | типу XXI | AG Weser, Бремен | 15 лютого 1945    | —                | —                       | розібраний на стапелях |
| 216 | U-3060 | типу XXI | AG Weser, Бремен | 25 лютого 1945    | —                | —                       | розібраний на стапелях |
| 217 | U-3061 | типу XXI | AG Weser, Бремен | 24 лютого 1945    | —                | —                       | 11 березня 1945 року пошкоджений на верфі в ході авіанальоту; не відновлювався |
| 218 | U-3062 | типу XXI | AG Weser, Бремен | 9 березня 1945    | —                | —                       | розібраний на стапелях |
| 219 | U-3063 | типу XXI | AG Weser, Бремен | 7 березня 1945    | —                | —                       | розібраний на стапелях |

### З 3501 до 4000
| #   | ПЧ     | Тип      | Верф                   | Закладений        | Спущений          | Введений в експлуатацію | Прим. |
| --- | ------ | -------- | ---------------------- | ----------------- | ----------------- | ----------------------- | --- |
| 220 | U-3501 | типу XXI | Schichau-Werke, Данциг | 20 березня 1944   | 19 квітня 1944    | 29 липня 1944           | 5 (або 1) травня 1945 року затоплений у західній частині гирла Везер. Пізніше розбитий у ході операції «Регенбоген»; після війни піднятий і розібраний на брухт |
| 221 | U-3502 | типу XXI | Schichau-Werke, Данциг | 16 квітня 1944    | 6 липня 1944      | 19 серпня 1944          | Використовувся як човен, що виробляє електроенергію. 3 травня 1945 року корма була пошкоджена бомбами при авіанальоті в Гамбурзі; виведений з експлуатації; після війни піднятий і розібраний на брухт |
| 222 | U-3503 | типу XXI | Schichau-Werke, Данциг | 17 червня 1944    | 27 липня 1944     | 9 вересня 1944          | 8 травня 1945 року затоплений у Каттегаті, на захід від Гетеборга, Швеція. Після війни піднятий і розібраний на брухт |
| 223 | U-3504 | типу XXI | Schichau-Werke, Данциг | 30 червня 1944    | 15 серпня 1944    | 23 вересня 1944         | 2 травня 1945 року затоплений у Вільгельмсгафені. Після війни піднятий і розібраний на брухт |
| 224 | U-3505 | типу XXI | Schichau-Werke, Данциг | 9 липня 1944      | 25 серпня 1944    | 7 жовтня 1944           | 3 квітня 1945 року затоплений у Кілі союзною авіацією. Після війни піднятий і розібраний на брухт |
| 225 | U-3506 | типу XXI | Schichau-Werke, Данциг | 14 липня 1944     | 28 серпня 1944    | 19 жовтня 1944          | 2 травня 1945 року затоплений у бункері Elbe II у Гамбурзі |
| 226 | U-3507 | типу XXI | Schichau-Werke, Данциг | 19 липня 1944     | 16 вересня 1944   | 19 жовтня 1944          | 3 травня 1945 року затоплений у Травемюнде. Після війни піднятий і розібраний на брухт |
| 227 | U-3508 | типу XXI | Schichau-Werke, Данциг | 25 липня 1944     | 22 вересня 1944   | 2 листопада 1944        | 3 березня 1945 року затоплений бомбардувальниками 8-ї повітряної армії США у Вільгельмсгафені. Піднятий і 30 березня затоплений вдруге |
| 228 | U-3509 | типу XXI | Schichau-Werke, Данциг | 19 липня 1944     | 27 вересня 1944   | 29 січня 1945           | 3 травня 1945 року затоплений біля Везермюнде в ході операції «Регенбоген» |
| 229 | U-3510 | типу XXI | Schichau-Werke, Данциг | 6 серпня 1944     | 4 жовтня 1944     | 11 листопада 1944       | 4 травня 1945 року затоплений у Гельтінзі в ході операції «Регенбоген» |
| 230 | U-3511 | типу XXI | Schichau-Werke, Данциг | 14 серпня 1944    | 11 жовтня 1944    | 18 листопада 1944       | 3 травня 1945 року затоплений у Травемюнде неподалік від Нойштадта |
| 231 | U-3512 | типу XXI | Schichau-Werke, Данциг | 15 серпня 1944    | 11 жовтня 1944    | 2 грудня 1944           | 9 квітня 1945 року знищений у Гамбурзі атакою британських бомбардувальників |
| 232 | U-3513 | типу XXI | Schichau-Werke, Данциг | 20 серпня 1944    | 21 жовтня 1944    | 2 грудня 1944           | 3 травня 1945 року затоплений у Травемюнде неподалік від Нойштадта |
| 233 | U-3514 | типу XXI | Schichau-Werke, Данциг | 21 серпня 1944    | 21 жовтня 1944    | 9 грудня 1944           | 9 травня 1945 року захоплений у Бергені, Норвегія та перевезений до озера Лох-Раян у Шотландії, де очікував рішення про його долю. СРСР, як і Британія, відмовилися забрати його собі, тому 11 лютого 1946 року був потоплений морським буксиром «Просперос» вогнем з гармат і протичовновою зброєю «Шарк». U-3514 став останнім підводним човном, який було знищено в операції «Дедлайт» |
| 234 | U-3515 | типу XXI | Schichau-Werke, Данциг | 27 серпня 1944    | 4 листопада 1944  | 14 грудня 1944          | 9 травня 1945 року капітулював у Гортені, Норвегія. 18 травня переведений до Осло, 3 червня — до Скапа-Флоу, і 8 червня нарешті до Лісагаллі. Переданий за репараціями Радянському Союзу. 2 лютого 1946 року прибув у Лібаву, як британський ПЧ N-класу N30. 13 лютого 1946 року зарахований до радянського Балтійського флоту. 9 червня 1949 року перейменований на Б-30, 29 грудня 1955 року переведений у резерв флоту. 18 січня 1956 року перетворений на плавучу станцію зарядки акумуляторів підводних човнів ПЗС-35 та 2 липня 1958 року — на випробувальний корабель В-100. 25 вересня 1959 року виключений зі списку ВМФ СРСР і 30 листопада розібраний на металобрухт. |
| 235 | U-3516 | типу XXI | Schichau-Werke, Данциг | літо 1944         | 4 листопада 1944  | 18 грудня 1944          | 2 травня 1945 року затоплений у Травемюнде неподалік від Нойштадта. Після війни піднятий і розібраний на брухт |
| 236 | U-3517 | типу XXI | Schichau-Werke, Данциг | 12 вересня 1944   | 6 грудня 1944     | 22 грудня 1944          | 4 травня 1945 року затоплений у Травемюнде неподалік від Нойштадта |
| 237 | U-3518 | типу XXI | Schichau-Werke, Данциг | 12 вересня 1944   | 11 грудня 1944    | 29 грудня 1944          | 3 травня 1945 року затоплений у Кільскій бухті |
| 238 | U-3519 | типу XXI | Schichau-Werke, Данциг | 19 вересня 1944   | 23 листопада 1944 | 6 січня 1945            | 2 березня 1945 року загинув з усім екіпажем під час навчань унаслідок підриву на міні, поставленій британськими літаками на північ від Варнемюнде |
| 239 | U-3520 | типу XXI | Schichau-Werke, Данциг | 20 вересня 1944   | 23 листопада 1944 | 12 січня 1945           | 31 січня 1945 року загинув з усім екіпажем під час навчань, підірвавшись на міні |
| 240 | U-3521 | типу XXI | Schichau-Werke, Данциг | 3 жовтня 1944     | 3 грудня 1944     | 14 січня 1945           | 2 травня 1945 року затоплений у Травемюнде неподалік від Нойштадта |
| 241 | U-3522 | типу XXI | Schichau-Werke, Данциг | жовтень 1944      | 3 грудня 1944     | 21 січня 1945           | 2 травня 1945 року затоплений у Травемюнде неподалік від Нойштадта |
| 242 | U-3523 | типу XXI | Schichau-Werke, Данциг | 7 жовтня 1944     | 14 грудня 1944    | 23 січня 1945           | 6 травня 1945 року затоплений під час навчання з усім екіпажем глибинними бомбами британського B-24 «Ліберейтора» у Скагерраку на північний схід від Скаген-Горну |
| 243 | U-3524 | типу XXI | Schichau-Werke, Данциг | 8 жовтня 1944     | 14 грудня 1944    | 26 січня 1945           | 5 травня 1945 року затоплений у Гельтінзі екіпажем в ході операції «Регенбоген»; після війни піднятий і розібраний на брухт |
| 244 | U-3525 | типу XXI | Schichau-Werke, Данциг | 17 жовтня 1944    | 23 грудня 1944    | 31 січня 1945           | 30 квітня 1945 року серйозно пошкоджений під час повітряного нальоту на Кіль, 3 травня 1945 року рештки затоплені |
| 245 | U-3526 | типу XXI | Schichau-Werke, Данциг | 15 жовтня 1944    | 23 грудня 1944    | 22 березня 1945         | 5 травня 1945 року затоплений у Гельтінзі екіпажем в ході операції «Регенбоген»; після війни піднятий і розібраний на брухт |
| 246 | U-3527 | типу XXI | Schichau-Werke, Данциг | 25 жовтня 1944    | 10 січня 1945     | 10 березня 1945         | 5 травня 1945 року затоплений у річці Везер поблизу Везермюнде в ході операції «Регенбоген» |
| 247 | U-3528 | типу XXI | Schichau-Werke, Данциг | 26 жовтня 1944    | 10 січня 1945     | 18 березня 1945         | 5 травня 1945 року затоплений у річці Везер поблизу Везермюнде в ході операції «Регенбоген» |
| 248 | U-3529 | типу XXI | Schichau-Werke, Данциг | 2 листопада 1944  | 26 січня 1945     | 22 березня 1945         | 5 травня 1945 року затоплений у Гельтінзі; після війни піднятий і розібраний на брухт |
| 249 | U-3530 | типу XXI | Schichau-Werke, Данциг | 3 листопада 1944  | 26 січня 1945     | 23 березня 1945         | 3 травня 1945 року затоплений у Кілі; після війни піднятий і розібраний на брухт |
| 250 | U-3531 | типу XXI | Schichau-Werke, Данциг | 9 листопада 1944  | 3 лютого 1945     | —                       | у недобудованому стані відбуксований до Везермюнде, де розібраний на брухт |
| 251 | U-3532 | типу XXI | Schichau-Werke, Данциг | 9 листопада 1944  | 3 лютого 1945     | —                       | у недобудованому стані відбуксований до Везермюнде, де розібраний на брухт |
| 252 | U-3533 | типу XXI | Schichau-Werke, Данциг | 16 листопада 1944 | 14 лютого 1945    | —                       | у недобудованому стані відбуксований до Везермюнде, де розібраний на брухт |
| 253 | U-3534 | типу XXI | Schichau-Werke, Данциг | 17 листопада 1944 | 14 лютого 1945    | —                       | у недобудованому стані відбуксований до Везермюнде, де розібраний на брухт |
| 254 | U-3535 | типу XXI | Schichau-Werke, Данциг | 26 листопада 1944 | —                 | —                       | 30 березня 1945 року захоплений радянськими військами на траверсі № 4 у недобудованому стані в готовності на 95 %. 12 квітня 1945 року перейменований як ТС-5 і в липні 1945 року спущений на воду в Данцигу. Переданий радянському Балтійському флоту та переміщений до Лібави. На початку 1945 або на початку 1946 року перейшов до Кронштадта і, ймовірно, був відправлений для проходження ходових випробувань/навчання. 8 березня 1947 року перейменований на Р-1. 7 або 8 серпня 1947 року затоплений у Балтійському морі неподалік від маяка мису Рістна |
| 255 | U-3536 | типу XXI | Schichau-Werke, Данциг | 27 листопада 1944 | —                 | —                       | 30 березня 1945 року захоплений радянськими військами на траверсі № 4 у недобудованому стані в готовності на 95 %. 12 квітня 1945 року перейменований як ТС-6 і в липні 1945 року спущений на воду в Данцигу. Переданий радянському Балтійському флоту та переміщений до Лібави. На початку 1945 або на початку 1946 року перейшов до Кронштадта і, ймовірно, був відправлений для проходження ходових випробувань/навчання. 8 березня 1947 року перейменований на Р-2. 7 або 8 серпня 1947 року затоплений у Балтійському морі неподалік від маяка мису Рістна |
| 256 | U-3537 | типу XXI | Schichau-Werke, Данциг | 20 грудня 1944    | —                 | —                       | 30 березня 1945 року захоплений радянськими військами на траверсі № 3 у недобудованому стані в готовності на 95 %. 12 квітня 1945 року перейменований як ТС-7 і в середині 1945 року спущений на воду в Данцигу. Переданий радянському Балтійському флоту та переміщений до Лібави. На початку 1945 або на початку 1946 року перейшов до Кронштадта і, ймовірно, був відправлений для проходження ходових випробувань/навчання. 8 березня 1947 року перейменований на Р-3. 7 або 8 серпня 1947 року затоплений у Балтійському морі неподалік від маяка мису Рістна |
| 257 | U-3538 | типу XXI | Schichau-Werke, Данциг | —                 | —                 | —                       | 30 березня 1945 року захоплений радянськими військами на траверсі № 3. 12 квітня 1945 року перейменований як ТС-8 і в липні 1945 року спущений на воду в Данцигу. Переданий радянському Балтійському флоту та переміщений до Лібави. На початку 1945 або на початку 1946 року перейшов до Кронштадта. 8 березня 1947 року перейменований на Р-4. 28 лютого 1948 року виведений зі складу флоту та розібраний на брухт |
| 258 | U-3539 | типу XXI | Schichau-Werke, Данциг | —                 | —                 | —                       | 30 березня 1945 року захоплений радянськими військами на траверсі № 2. 12 квітня 1945 року перейменований як ТС-9 і в липні 1945 року спущений на воду в Данцигу. Переданий радянському Балтійському флоту та переміщений до Лібави і пізніше до Таллінна. 8 березня 1947 року перейменований на Р-5. 29 лютого 1948 року виведений зі складу флоту та розібраний на брухт |
| 259 | U-3540 | типу XXI | Schichau-Werke, Данциг | —                 | —                 | —                       | 30 березня 1945 року захоплений радянськими військами на траверсі № 2. 12 квітня 1945 року перейменований як ТС-10 і в липні 1945 року спущений на воду в Данцигу. Переданий радянському Балтійському флоту та переміщений до Лібави. На початку 1945 або на початку 1946 року перейшов до Кронштадта. 8 березня 1947 року перейменований на Р-6. 28 лютого 1948 року виведений зі складу флоту та розібраний на брухт |
| 260 | U-3541 | типу XXI | Schichau-Werke, Данциг | —                 | —                 | —                       | 30 березня 1945 року захоплений радянськими військами на траверсі № 6. 12 квітня 1945 року перейменований як ТС-11 і в липні 1945 року спущений на воду в Данцигу. Переданий радянському Балтійському флоту та переміщений до Лібави й пізніше до Таллінна. На початку 1945 або на початку 1946 року перейшов до Кронштадта. 8 березня 1947 року перейменований на Р-7. 28 лютого 1948 року виведений зі складу флоту та розібраний на брухт |
| 261 | U-3542 | типу XXI | Schichau-Werke, Данциг | —                 | —                 | —                       | 30 березня 1945 року захоплений радянськими військами на траверсі № 3. 12 квітня 1945 року перейменований як ТС-12 і в липні 1945 року спущений на воду в Данцигу. Переданий радянському Балтійському флоту та переміщений до Лібави. На початку 1945 або на початку 1946 року перейшов до Кронштадта. 8 березня 1947 року перейменований на Р-8. 28 лютого 1948 року виведений зі складу флоту та розібраний на брухт |

### З 4001 до 5000
| #   | ПЧ     | Тип        | Верф                                | Закладений        | Спущений        | Введений в експлуатацію | Прим. |
| --- | ------ | ---------- | ----------------------------------- | ----------------- | --------------- | ----------------------- | --- |
| 262 | U-4706 | типу XXIII | Friedrich Krupp Germaniawerft, Кіль | 14 листопада 1944 | 19 січня 1945   | 7 лютого 1945           | 9 травня 1945 року капітулював у Крістіансанн-Сюд. У жовтні 1948 року увійшов до складу Королівського флоту Норвегії як KNM Knerter. 1954 року списаний на брухт |
| 263 | U-4708 | типу XXIII | Friedrich Krupp Germaniawerft, Кіль | 1 грудня 1944     | 24 березня 1945 | —                       | 9 квітня 1945 року затоплений недобудованим у Кілі |